# Beat.it
Beat.it è un album discografico del gruppo musicale italiano Link Quartet, pubblicato nel 2002 dalla Hammondbeat Records.

## Il disco
È il secondo album musicale dei Link Quartet, contiene 12 tracce.

## Tracce
1. Strudel girl
2. Be yourself
3. Alfa Romeo duetto
4. An evening with Linda Lovelace
5. Beat.It
6. Crosstown traffic (cover di Jimi Hendrix)
7. Somebody stole my thunder
8. Little Italy serenade
9. Happy boys happy (cover di Steve Marriott)
10. Gianni Fuso Nerini
11. If I could only be sure (cover di Nolan Porter)
12. Marshall Jim 100

## Formazione
- Paolo Negri - hammondista
- Renzo Bassi - basso
- Antonio Baciocchi - batteria
- Giulio Cardini - chitarra